# 四十九站
四十九站（日语：／ Shijuku eki */?）是位於三重縣伊賀市四十九町，屬於伊賀鐵道的伊賀線車站。副站名為AEON Town伊賀上野前站（日语：／）。此站是伊賀市區南邊的玄關口。

## 歷史

### 舊·四十九站
舊四十九站（日语：／）是在第二次世界大戰期間的1945年（昭和20年）暫停營業，後來經過24年後的1969年（昭和44年）廢止。現時車站遺址位於四十九跨線橋下方，並遺留月台的部分結構。

### 新·四十九駅
在四十九町自治會的請願下，於舊站北方300米處的AEON Town伊賀上野內設站。於2018年（平成30年）3月17日再次啟用。在2017年（平成29年）7月開始動工建設車站，總工程費用約2億4600萬日圓。

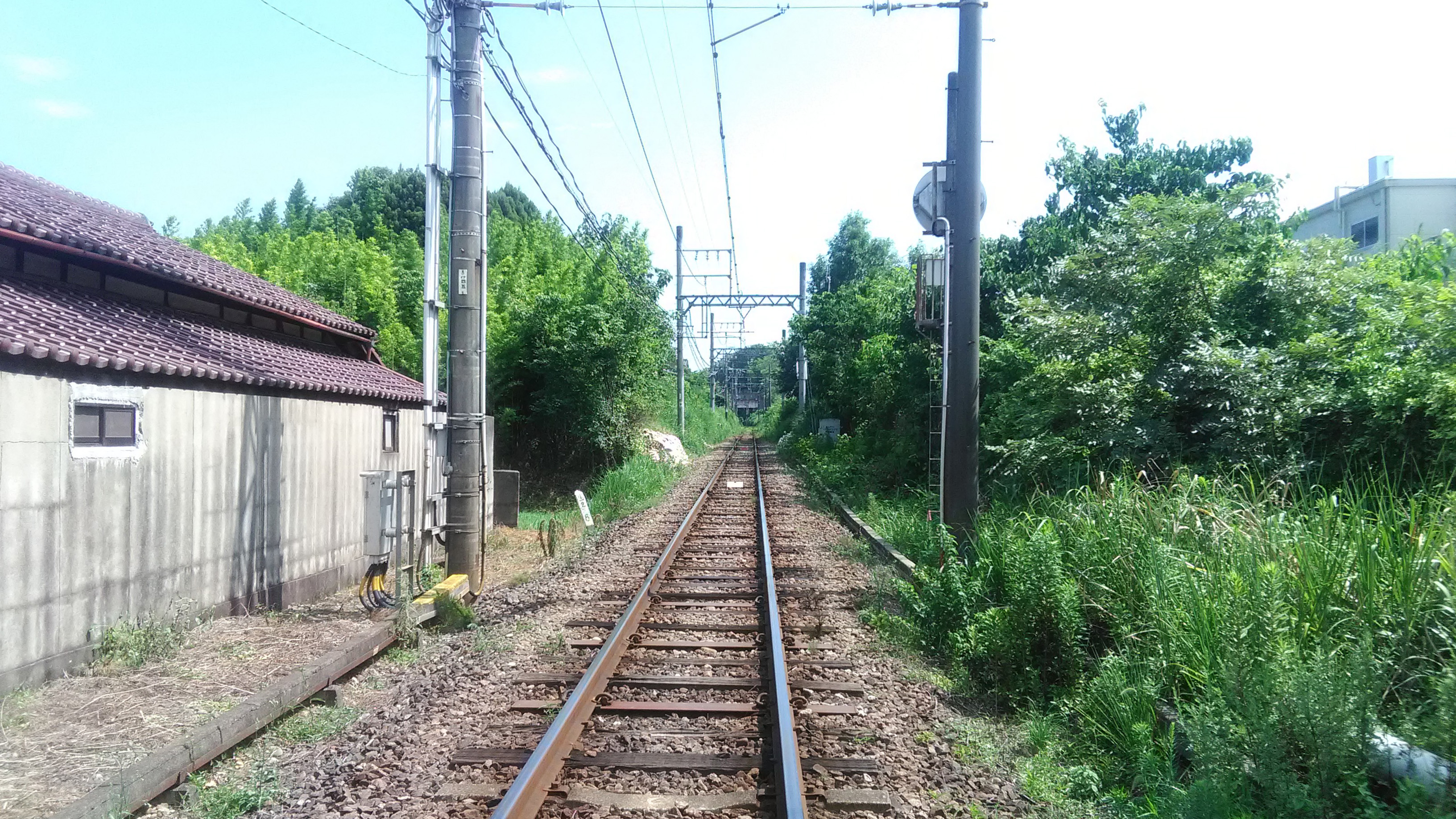
開始動工前的新·四十九駅預定地點（2017年8月）
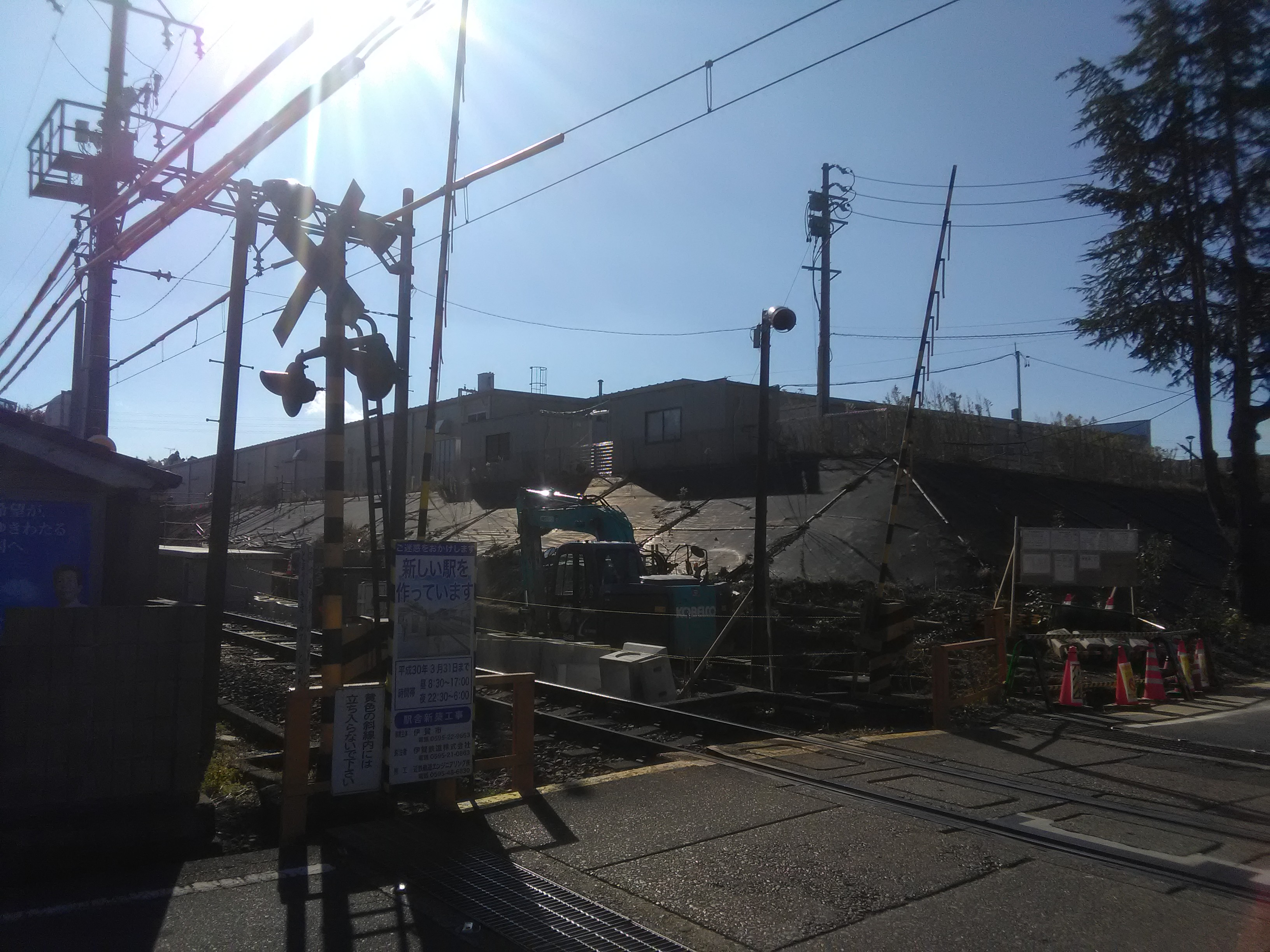
工程中的新·四十九站預定地點（2017年12月）

- 1922年（大正11年）7月18日 - 伊賀鐵道（舊）上野町至名張（後來為西名張）之間開通，四十九站（日语：／）啟用。
- 1926年（大正15年）12月19日 - 公司改名為伊賀電氣鐵道。
- 1929年（昭和4年）3月31日 - 公司合併，成為大阪電氣軌道伊賀線車站[3]。
- 1931年（昭和6年）9月26日 - 路線轉讓至參宮急行電鐵[3]。
- 1941年（昭和16年）3月15日 - 大阪電氣軌道與参宮急行電鐵合併，關西急行鐵道成立[4]。
- 1944年（昭和19年）6月1日 - 關西急行鐵道與南海鐵道（為南海電氣鐵道的前身）合併，成為近畿日本鐵道的車站[4]。
- 1945年（昭和20年）6月1日 - 鍵屋辻站、廣小路站、市部站、上林站和伊賀神戶站至西名張站之間暫停服務。
- 1969年（昭和44年）5月15日 - 舊·四十九站與鍵屋辻站同日廢止。
- 2015年（平成27年）12月 - 伊賀市發表伊賀鐵道伊賀線新站工程基本設置概要。
- 2017年（平成29年）10月3日 - 站名決定為四十九站（日语：／）。
- 2018年（平成30年）3月17日 - 於舊站北方300米此站開設伊賀鐵道（新）車站[1]。

## 車站構造
此站是地面車站，設有1面1線的單式月台。前往上野市方向和伊賀神戶方向的列車停靠在同一月台。由於此站位於斜坡路段中，因此月台長47米，比一般月台長10米，並加設自動列車停止裝置 (ATS) 確保安全。此站東北方的平交道附近設有約34米的斜道，提供無障礙的構造。

## 使用狀況
根據「三重縣統計書」，以下為1日平均乘車人次列表。當中，2017年度實際營業日只有15日。
| 年度   | 一日平均 乘車人次 |
| ------ | ----------------- |
| 2017年 | 38                |
| 2018年 | 49                |

## 在此站上下車人次
以下列出近年來1日中上下車人次：
- 2018年11月13日：165人（乘車：81人，下車：84人）

## 巴士路線
- 三重交通（日语：三重交通伊賀営業所） - 本鄉口巴士站
  - 位於車站南邊200米的國道422號，於AEON Town南邊。
  - 停靠的巴士路線包括予野線的91系統（上野市站～治田西口）和92系統（上野市站～大瀧峽），每日只有數班。
- 三重交通 - 市民病院下巴士站
  - 位於本鄉口巴士站北。也是在國道422號上，距離車站西邊200米處。
  - 除了上述路線停靠外，西山線41系統（西山～上野市站～市民醫院）停靠該巴士站。該巴士路線只於平日服務。
- 上野社區巴士（日语：上野コミュニティバス） - 四十九站巴士站、四十九站東巴士站、AEON Town伊賀上野巴士站、市民醫院下巴士站、本鄉口巴士站

## 車站周邊
西邊
- 國道422號（日语：国道422号）（青山街道）
- AEON Town伊賀上野（日语：イオンタウン伊賀上野）
- 伊賀警署（日语：伊賀警察署）
- 上野市民醫院（日语：上野市民病院）
- 中日新聞社伊賀分局

東邊
- 伊賀市政廳
- 三重縣伊賀廳舍
- Hello Work（日语：ハローワーク）伊賀
- 夢之城伊賀（日语：ゆめぽりす伊賀）

## 相鄰車站
伊賀鐵道
伊賀線
桑町－四十九－豬田道

## 注腳
1. 1 2  . 毎日新聞. 2017-10-04  [2017-10-04]. （原始内容存档于2018-02-20） （日语）.
2. ↑  燧正典. . 朝日新聞數碼. 2018-02-14  [2018-02-14]. （原始内容存档于2018-02-13） （日语）.
3. 1 2  近畿日本鉄道株式会社. . 近畿日本鉄道. 2010-12: 91-92. NDL 21906373 （日语）.
4. 1 2  曾根悟（監修）. . 朝日百科週刊. 2號 近畿日本鐵道 1. 朝日新聞出版. 2010-08-22: 18–23. ISBN 978-4-02-340132-7.
5. ↑  . 伊賀タウン情報YOU. 2017-10-03  [2017-10-04]. （原始内容存档于2018-02-20） （日语）.
6. ↑  伊賀線 上下車人次 （页面存档备份，存于）（日語） - 伊賀鉄道

## 外部連結
- 伊賀鐵道 四十九站 （页面存档备份，存于）（日語）